# Геонозис

Геонозис (англ. Geonosis) — скеляста планета зі всесвіту Зоряних війн з червоним небом, населена комахоподібними мешканцями. На ній розташований головний центр виробництва дроїдів та зброї, а також перша столиця Конфедерації незалежних систем. Незадовго до Явінської битви Альянс Повстанців побудував на Геонозисі невеликі будівельні заводи. Використовуючи багаті ресурси планети і заручившись підтримкою місцевого населення, повстанці почали таємне виробництво своїх кораблів.
Ця планета показана у фільмі «Зоряні війни: Атака клонів», відеоіграх Star Wars: Battlefront та Lego Star Wars.